# Catholicum simple
Le catholicum simple ou catholicum simplex était un remède de la famille des électuaires. Il venait après la thériaque et le diascordium au troisième rang de la pharmacopée maritime occidentale au XVIIIe siècle .
Il était composé selon le Dictionnaire des drogues de Meuve (1689) :
- polypode
- semences de fenouil
- pulpe de casse
- pulpe de tamarin
- séné
- semences ou fleurs de violette
- anis vert
- les 4 semences froides
- réglisse
- les pénides
- sucre candy
- rhubarbe.

Il est purgatif et astringent comme le catholicum fin dit catholicum pro-ore (davantage de sucre et rhubarbe la meilleure possible), ou comme le catholicum pro-clysteribus (sans rhubarbe).